# Kalabsha
Kalabsha fue el nombre árabe de una población de Nubia, situada unos 50 km al sur de la primera catarata del río Nilo, en la margen oriental. El pueblo desapareció inundado por las aguas embasadas de la presa de Asuán.
Nombre egipcio: Taser, Taset, o Termis. Nombre griego: Talmis. Nombre árabe: Kalabsha.

## El templo
Kalabsha posee un importante templo, que era el más grande de Kush, con un perímetro de setenta por treinta metros (es el segundo si se tiene en cuenta el templo de File, en territorio egipcio). Fue construido por César Augusto en honor de Mandulis, dios de la fertilidad y tiene grabadas inscripciones del rey Silko de Nobatia narrando la victoria sobre los blemios.
En los años sesenta el templo fue desmontado de su emplazamiento y reconstruido en la margen izquierda del lago Nasser para evitar su desaparición. Fue el primer traslado de un templo, realizado por un equipo alemán, que finalizó su trabajo en 1970.
El templo forma parte del Museo al Aire Libre de Nubia y Asuán, declarado Patrimonio de la Humanidad por la Unesco en 1979 con el nombre de Monumentos de Nubia de Abu Simbel a File.